# 울주 석남사 독성도
울주 석남사 독성도(蔚州 石南寺 獨聖圖)는 울산광역시 울주군 석남사에 있는 조선시대의 독성도이다. 2014년 12월 31일 울산광역시의 유형문화재 제34호로 지정되었다.

## 개요
노송과 암석을 배경으로 앉아있는 빈두로존자[賓頭盧尊者, 那畔尊者]를 그린 독성도(獨聖圖)이다.
화면 중앙의 독성은 오른쪽으로 향한 좌안(左顔)의 반측면 자세를 취하고 있으며 독성의 향우측 뒤편으로 노송 한 그루가 묘사되어 있다.
노송의 전면과 화면의 향좌측에는 괴석을 배치, 절벽 골짜기 사이로는 폭포수가 흐르며 독성의 우측으로 뻗은 절벽 끝에는 삼족 향로가 놓여 있다.
독성의 신체 표현은 기본적으로 백색을 바르고 엷은 주색으로 윤곽 처리되었고, 법의는 가사와 승각기, 복견의를 착용하였다. 가사는 가장자리에 검은색단을 댄 붉은 가사로, 의습선은 먹선으로 그렸다. 복견의는 녹색으로 채색하고 의습선은 주선 처리하였다.
독성의 배경은 연녹색으로, 화면 상단으로부터 노송을 감싸고 있는 유운문(流雲紋)은 먹선으로 윤곽 처리하고 농도가 짙은 백색안료를 사용하였다.
화기는 화면의 하단 중앙에 주색 바탕에 묵서로 적혀있다. 화기를 통해 독성도는 1889년에 봉규에 의해 제작되었으며, 언양현 가지산 석남사 대웅전에 봉안되었던 사실을 알 수 있다.

## 참고 자료
- 울주 석남사 독성도 - 국가유산청 국가유산포털